# Nocticanace chilensis
Nocticanace chilensis är en tvåvingeart som först beskrevs av Cresson 1931.  Nocticanace chilensis ingår i släktet Nocticanace och familjen Canacidae. Inga underarter finns listade i Catalogue of Life.